# Оглядове колесо на Подолі
Оглядове колесо на Подолі — встановлене в Києві на Контрактовій площі. Станом на 2023 є найновішим оглядовим колесом в Києві.
Колесо привезено з Парижа і встановлене в грудні 2017, як родзинка новорічного та різдвяного ярмарку. 
На колесо прикріплено 30 повністю закритих скляних кабінок. Розраховане на одночасне перебування 180 людей. Працює цілий рік. 
Висота колеса становить 43 метри, час повного обороту — 7 хвилин.